# Шепеленко, Иван Степанович
Иван Степанович Шепеленко (укр. Шепеленко Іван Степанович; 30 июля 1960, Перевальск, Луганская область, УССР) — советский и украинский футбольный тренер, заслуженный тренер Украины по футболу, заслуженный работник физической культуры и спорта Украины.

## Биография
Шепеленко И. С. родился 30 июля 1960 в г.Перевальск Луганской области.
Трудовую деятельность начинал в г.Кременчуг Полтавской области. С 1978 по 1997 (с перерывом) работал тренером-преподавателем ДЮСШ, директором ДЮСШ, играющим тренером команды КФК «Нефтехимик», а с 1991 г. по 1997 г. — президентом ФК «Нефтехимик» (Кременчуг). С 1988 по 1991 был играющим тренером, президентом мини-футбольного клуба «Синтез» (Кременчуг). Бронзовый призёр чемпионата СССР по мини-футболу 1990 года.
В 1990 году входил в тренерский штаб первой сборной СССР по мини-футболу.
В 1997—1998 годах работал вице-президентом благотворительного Фонда А. Конькова «Поддержка развития детско-юношеского футбола Украины».
С 1998 по 2002 год был тренером-руководителем комплексной научной группы, а с 2002 по 2004 год вице-президентом ФК «Ворскла» Полтава.
С 2004 по 2005 год — спортивный директор Агентства «Интер-футбол»
В августе 2007 года в качестве тренера выиграл чемпионат мира в составе студенческой сборной Украины на 24 Всемирной Универсиаде в г. Бангкок (Таиланд).
В июле 2009 г. в качестве тренера сборной Украины стал двукратным чемпионом мира среди студентов — победителем 25 Всемирной Универсиады в г. Белград (Сербия).

## Награды
Приказом № 3967 от 06.11.2007 г. Министерства Украины по делам семьи, молодежи и спорта было присвоено звание «Заслуженный тренер Украины».
Награждён Почетным знаком отличия — медалью Федерации футбола Украины «За заслуги» (2009)
Приказом Президента Украины № 1096 / 2011 от 01.12.2011р. присвоено почетное звание «Заслуженный работник физической культуры и спорта Украины».